# یائو جینان
یائو جینان (به انگلیسی: Yao Jinnan) ژیمناست زادهٔ ۸ فوریهٔ ۱۹۹۵ میلادی اهل کشور چین است.